# جزيرة ناركوندام
جزيرة ناركوندام هي جزيرة تقع في بحر أندامان تتبع جزر أندمان ونيكوبار،الهند.